# Blendworth
Blendworth är en by i civil parish Horndean, i distriktet East Hampshire, i grevskapet Hampshire i England. Byn är belägen 7 km från Havant. Blendworth var en civil parish fram till 1932 när blev den en del av Horndean, Rowlands Castle och Havant. Civil parish hade 398 invånare år 1931.